# Корстен, Ге
Герард Корстен-старший (нидерл. Gérard Korsten), известный под прозвищем Ге (африк. Gé) (6 декабря 1927, Роттердам — 29 сентября 1999) — южноафриканский оперный певец-тенор и актёр, оказавший большое влияние на культуру африканеров.
Был восьмым и самым младшим ребёнком в многодетной семье. Когда ему было 9 лет, семья переехала в ЮАР. Его женой была Элна Бюргер, которая родила ему 5 детей, среди них — известный дирижёр и скрипач Герард Корстен.

## Карьера
Сначала работал электриком. В возрасте 20 лет начал петь в хоре. Формальное вокальное образование получил в 1952 г. в Южноафриканском музыкальном колледже под руководством Адельхейд Армхольд.
В 1955 г. переехал в Преторию, где стал одним из основателей Преторийской оперной компании. В 1956 г. дебютировал в роли Каино в опере «Паяцы» Руджеро Леонкавалло.
В 1962 г. выиграл стипендию на обучение в Вене, где учился под руководством Джудит Хельвиг. В этот период выступал в Вене и Мюнхене, однако никогда не пел профессионально за пределами ЮАР, в основном по семейным соображениям. Лишь в 1970 г. Корстен продал свой бизнес и полностью посвятил себя карьере певца. Выступил на сцене более 3000 раз, сыграл 23 роли во многих известных операх.
В 1965 г. начал карьеру в лёгкой музыке, выпустив альбом под названием «Ге Корстен поёт от всего сердца» (африк. Gé Korsten Sing Uit Die Hart). Вскоре его записи стали бестселлерами. Его карьера в этой сфере продолжалась три с половиной десятка лет. Девять из 58 альбомов стали «золотыми». Большая часть его записей — лёгкая музыка со словами на языке африкаанс, в том числе самая популярная из его песен «Любимая» (африк. Liefling), которую до настоящего времени исполняют на матчах регби в Блумфонтейне и Претории. Его популярность как певца также обеспечила ему главные роли в таких фильмах, как «Миллионы Крюгера», «Слушай мою песню», «Песня в моём сердце» (африк. Lied In My Hart) и «Новая жизнь» (англ. A New Life), в которых были сцены с исполнением песен. Получил шесть премий «Сари» (Sarie), а в 1979 — премию ARTES за свою телевизионную программу «Ге поёт» (африк. Gé Sing).
Позднее сыграл роль патриарха семьи Уолта Форстера в мыльной опере «Эголи: Золотое место».
В 1985 г. назначен управляющим директором Управления сценического искусства Капской провинции (Cape Performing Arts Board, CAPAB) в Кейптауне и занимал эту должность до 1989 г.

## Смерть
В 1999 г. Герард Корстен совершил самоубийство, предположительно из-за того, что узнал о раковом заболевании.